# Soultrane
Albums de John Coltrane
John Coltrane with the Red Garland Trio
(1958) Giant Steps
(1960)
Soultrane est un album de John Coltrane enregistré le 7 février 1958 au studio de Rudy Van Gelder à Hackensack, New Jersey.

## Titres
1. Good Bait (Dameron/Basie) 12:26
2. I Want to Talk About You (Billy Eckstine) 11:10
3. You Say You Care (Styne/Leo Robin) 6:25
4. Theme for Ernie (Fred Lacey) 5:03
5. Russian Lullaby (Irving Berlin) 5:42

## Musiciens
- John Coltrane & Red Garland Trio
  - John Coltrane - Saxophone ténor
  - Red Garland - piano
  - Paul Chambers - Contrebasse
  - Art Taylor - Batterie